# Simei
Simei – naziemna stacja Mass Rapid Transit (MRT) w Singapurze, która jest częścią East West Line. Stacja położona jest pomiędzy stacjami Tampines i Tanah Merah., w centrum osiedla Simei.